# Peter Olofsson (fotbollsspelare)
Peter Heurling (fd Olofsson), född 10 november 1975 i Vännäs är en svensk fotbollsspelare, senast aktiv i BK Skottfint. Under sin karriär har han bland annat hunnit med totalt 99 allsvenska matcher (13 mål), samt 52 matcher i Norska Tippeligan (16 mål).

## Klubbar
- BK Skottfint, 2008-2013
- BK Häcken, 2006-2007
- GIF Sundsvall, 2003-2005
- Bryne FK, 2000-2002 Norska Tippeligaen
- Umeå FC, 1994-2000
- Vännäs AIK, 1991-1993
- Spölands IF, 1990